# Gabriella monacói hercegnő
Gabriella (Monaco, 2014. december 10. –), franciául: Gabriella Thérèse Marie, monacói hercegnő, születésétől két percig monacói trónörökös, de öccse születésével a második helyre csúszott a trónöröklési sorrendben. A Grimaldi-család tagja.

## Élete

Gabriella hercegnői monogramja

II. Albert monacói herceg és Charlène monacói hercegné idősebb gyermeke. Mivel két perccel fiú ikertestvére, Jakab előtt jött a világra a monacói Grácia Hercegné Központi Kórházban (Le Centre Hospitalier Princesse Grace), így ezen időtartam alatt Gabriella volt Monaco trónjának jog szerinti (feltételezett, prezumptív) örököse, mivel a monacói trónöröklés szerint a lányok csak abban az esetben örökölhetik a trónt, ha nem születik fiútestvérük, vagy a fiútestvérük gyermektelenül, illetve törvényes gyermekek nélkül hal meg. Születésekor megkapta a Carladès grófnője címet. Jelenleg a második helyen áll a trónöröklési sorban, azaz a korona várományosa.

## Fordítás
- Ez a szócikk részben vagy egészben  a   Princess Gabriella, Countess of Carladès című angol Wikipédia-szócikk fordításán alapul.  Az eredeti cikk szerkesztőit annak laptörténete sorolja fel. Ez a jelzés csupán a megfogalmazás eredetét és a szerzői jogokat jelzi, nem szolgál a cikkben szereplő információk forrásmegjelöléseként.